# Liste der Nummer-eins-Hits in Australien (2001)
Diese Liste enthält alle Nummer-eins-Hits in Australien im Jahr 2001. Grundlage sind die Top 50 der australischen Charts der ARIA. Es gab in diesem Jahr 16 Nummer-eins-Singles und 15 Nummer-eins-Alben.

## Singles
| ← 2000 ← | Liste der Nummer-eins-Hits in Australien | Liste der Nummer-eins-Hits in Australien   | Liste der Nummer-eins-Hits in Australien | 2002 → |
| \| Zeitraum \| Wo. ges. \| Interpret \| Titel Autor(en) \| Zusätzliche Informationen \| \| (Zeitraum, Wochen auf Platz eins, Interpret, Titel, Autor[en], zusätzliche Informationen) \| \| \| \| \| \| ----------------------------------------------------------------------------------------- \| -------- \| ------------------------------------------ \| -------------------------------------------------------------------------------------------------------------------------------------------------------------------------------------------------------------------------------------- \| ---------------------------------------------------------------------------------------------------------- \| \| 17. Dezember 2000 – 6. Januar 2001 3 Wochen (insgesamt 4) \| 4 \| Wheatus \| Teenage Dirtbag Brendan Bernard Brown \| – \| \| 7. Januar 2001 – 20. Januar 2001 2 Wochen \| 2 \| Huey Lewis & Gwyneth Paltrow \| Cruisin’ William Robinson junior, Marvin Tarplin \| Aus dem Film Duets mit Lewis und Paltrow als Schauspielern und Gwyneths Vater Bruce Paltrow als Regisseur. \| \| 21. Januar 2001 – 3. März 2001 6 Wochen \| 6 \| LeAnn Rimes \| Can’t Fight the Moonlight Diane Eve Warren \| – \| \| 4. März 2001 – 10. März 2001 1 Woche \| 1 \| Eminem feat. Dido \| Stan Dido Armstrong, Paul Philip Herman, Marshall Mathers \| – \| \| 11. März 2001 – 24. März 2001 2 Wochen \| 2 \| Mýa \| Case of the Ex Thabiso Nkhereanye, Christopher A. Stewart, Traci Colleen Hale \| – \| \| 25. März 2001 – 21. April 2001 4 Wochen \| 4 \| Shaggy feat. Ricardo 'RikRok' Ducent \| It Wasn’t Me Orville Burrell, Rickardo George Ducent, Shaun Pizzonia, Brian Derek Thompson; Musik zusätzlich: Dee Allen, Harold Ray Brown I, Bebee Dickerson, Le Roy Lonnie Jordan, Charles William Miller, Lee Oskar, Howard E. Scott \| – \| \| 22. April 2001 – 12. Mai 2001 3 Wochen \| 3 \| Scandal'us \| Me, Myself and I Fredrik Willy Joaquin Johansson \| – \| \| 13. Mai 2001 – 2. Juni 2001 3 Wochen \| 3 \| Christina Aguilera, Lil’ Kim, Mýa und Pink \| Lady Marmalade Bob Crewe, Kenny Nolan \| – \| \| 3. Juni 2001 – 28. Juli 2001 8 Wochen \| 8 \| Shaggy feat. Rayvon \| Angel Steven Haworth Miller, Eddie Curtis, Ahmet Ertegun, Chip Taylor \| – \| \| 29. Juli 2001 – 4. August 2001 1 Woche \| 1 \| Uncle Kracker \| Follow Me Matthew L. Shafer, Michael Bradford \| – \| \| 5. August 2001 – 8. September 2001 5 Wochen \| 5 \| Lifehouse \| Hanging by a Moment Jason Wade \| – \| \| 9. September 2001 – 15. September 2001 1 Woche \| 1 \| Bob the Builder \| Can We Fix It? Paul Kevin Joyce \| – \| \| 16. September 2001 – 13. Oktober 2001 4 Wochen \| 4 \| Kylie Minogue \| Can’t Get You Out of My Head Cathy Dennis, Robert Berkeley Davis \| – \| \| 14. Oktober 2001 – 3. November 2001 3 Wochen \| 3 \| Afroman \| Because I Got High Joseph Foreman \| – \| \| 4. November 2001 – 29. Dezember 2001 8 Wochen \| 8 \| Alien Ant Farm \| Smooth Criminal Michael Joe Jackson \| – \| \| 30. Dezember 2001 – 19. Januar 2002 3 Wochen \| 3 \| Pink \| Get the Party Started Linda Perry \| – \| |                                          |                                            | | |
| ← 2000 |                                          |                                            | | → 2002 →                                                                                                   |
| Zeitraum | Wo. ges.                                 | Interpret                                  | Titel Autor(en) | Zusätzliche Informationen                                                                                  |
| (Zeitraum, Wochen auf Platz eins, Interpret, Titel, Autor[en], zusätzliche Informationen) |                                          |                                            | | |
| 17. Dezember 2000 – 6. Januar 2001 3 Wochen (insgesamt 4) | 4                                        | Wheatus                                    | Teenage Dirtbag Brendan Bernard Brown | – |
| 7. Januar 2001 – 20. Januar 2001 2 Wochen | 2                                        | Huey Lewis & Gwyneth Paltrow               | Cruisin’ William Robinson junior, Marvin Tarplin | Aus dem Film Duets mit Lewis und Paltrow als Schauspielern und Gwyneths Vater Bruce Paltrow als Regisseur. |
| 21. Januar 2001 – 3. März 2001 6 Wochen | 6                                        | LeAnn Rimes                                | Can’t Fight the Moonlight Diane Eve Warren | – |
| 4. März 2001 – 10. März 2001 1 Woche | 1                                        | Eminem feat. Dido                          | Stan Dido Armstrong, Paul Philip Herman, Marshall Mathers | – |
| 11. März 2001 – 24. März 2001 2 Wochen | 2                                        | Mýa                                        | Case of the Ex Thabiso Nkhereanye, Christopher A. Stewart, Traci Colleen Hale | – |
| 25. März 2001 – 21. April 2001 4 Wochen | 4                                        | Shaggy feat. Ricardo 'RikRok' Ducent       | It Wasn’t Me Orville Burrell, Rickardo George Ducent, Shaun Pizzonia, Brian Derek Thompson; Musik zusätzlich: Dee Allen, Harold Ray Brown I, Bebee Dickerson, Le Roy Lonnie Jordan, Charles William Miller, Lee Oskar, Howard E. Scott | – |
| 22. April 2001 – 12. Mai 2001 3 Wochen | 3                                        | Scandal'us                                 | Me, Myself and I Fredrik Willy Joaquin Johansson | – |
| 13. Mai 2001 – 2. Juni 2001 3 Wochen | 3                                        | Christina Aguilera, Lil’ Kim, Mýa und Pink | Lady Marmalade Bob Crewe, Kenny Nolan | – |
| 3. Juni 2001 – 28. Juli 2001 8 Wochen | 8                                        | Shaggy feat. Rayvon                        | Angel Steven Haworth Miller, Eddie Curtis, Ahmet Ertegun, Chip Taylor | – |
| 29. Juli 2001 – 4. August 2001 1 Woche | 1                                        | Uncle Kracker                              | Follow Me Matthew L. Shafer, Michael Bradford | – |
| 5. August 2001 – 8. September 2001 5 Wochen | 5                                        | Lifehouse                                  | Hanging by a Moment Jason Wade | – |
| 9. September 2001 – 15. September 2001 1 Woche | 1                                        | Bob the Builder                            | Can We Fix It? Paul Kevin Joyce | – |
| 16. September 2001 – 13. Oktober 2001 4 Wochen | 4                                        | Kylie Minogue                              | Can’t Get You Out of My Head Cathy Dennis, Robert Berkeley Davis | – |
| 14. Oktober 2001 – 3. November 2001 3 Wochen | 3                                        | Afroman                                    | Because I Got High Joseph Foreman | – |
| 4. November 2001 – 29. Dezember 2001 8 Wochen | 8                                        | Alien Ant Farm                             | Smooth Criminal Michael Joe Jackson | – |
| 30. Dezember 2001 – 19. Januar 2002 3 Wochen | 3                                        | Pink                                       | Get the Party Started Linda Perry | – |

## Alben
| ← 2000 ← | Liste der Nummer-eins-Hits in Australien | Liste der Nummer-eins-Hits in Australien | Liste der Nummer-eins-Hits in Australien | 2002 →                    |
| \| Zeitraum \| Wo. ges. \| Interpret \| Titel \| Zusätzliche Informationen \| \| (Zeitraum, Wochen auf Platz eins, Interpret, Titel, zusätzliche Informationen) \| \| \| \| \| \| ------------------------------------------------------------------------------ \| -------- \| ---------------- \| ----------------------- \| ------------------------- \| \| 20. November 2000 – 21. Januar 2001 9 Wochen \| 9 \| The Beatles \| 1 \| – \| \| 22. Januar 2001 – 4. März 2001 6 Wochen \| 6 \| (Soundtrack) \| Coyote Ugly \| – \| \| 5. März 2001 – 11. März 2001 1 Woche \| 1 \| Eminem \| The Marshall Mathers LP \| – \| \| 12. März 2001 – 6. Mai 2001 8 Wochen \| 8 \| Dido \| No Angel \| – \| \| 7. Mai 2001 – 20. Mai 2001 2 Wochen \| 2 \| Michael Crawford \| The Disney Album \| – \| \| 21. Mai 2001 – 27. Mai 2001 1 Woche \| 1 \| Tool \| Lateralus \| – \| \| 28. Mai 2001 – 12. August 2001 11 Wochen \| 11 \| (Soundtrack) \| Moulin Rouge \| – \| \| 13. August 2001 – 9. September 2001 4 Wochen (insgesamt 5) \| 5 \| (Soundtrack) \| Bridget Jones’s Diary \| – \| \| 10. September 2001 – 16. September 2001 1 Woche (insgesamt 6) \| 6 \| Jamiroquai \| A Funk Odyssey \| – \| \| 17. September 2001 – 23. September 2001 1 Woche \| 1 \| (Soundtrack) \| Bridget Jones’s Diary \| – \| \| 24. September 2001 – 7. Oktober 2001 2 Wochen \| 2 \| Live \| V \| – \| \| 8. Oktober 2001 – 14. Oktober 2001 1 Woche \| 1 \| Garbage \| Beautifulgarbage \| – \| \| 15. Oktober 2001 – 4. November 2001 3 Wochen (insgesamt 5) \| 5 \| Kylie Minogue \| Fever \| – \| \| 5. November 2001 – 11. November 2001 1 Woche \| 1 \| Michael Jackson \| Invincible \| – \| \| 12. November 2001 – 25. November 2001 2 Wochen (insgesamt 5) \| 5 \| Kylie Minogue \| Fever \| – \| \| 26. November 2001 – 9. Dezember 2001 2 Wochen \| 2 \| Bob the Builder \| The Album \| – \| \| 10. Dezember 2001 – 13. Februar 2002 9 Wochen \| 9 \| The 12th Man \| The Final Dig? \| – \| |                                          |                                          |                                          |                           |
| ← 2000 |                                          |                                          |                                          | → 2002 →                  |
| Zeitraum | Wo. ges.                                 | Interpret                                | Titel                                    | Zusätzliche Informationen |
| (Zeitraum, Wochen auf Platz eins, Interpret, Titel, zusätzliche Informationen) |                                          |                                          |                                          |                           |
| 20. November 2000 – 21. Januar 2001 9 Wochen | 9                                        | The Beatles                              | 1                                        | –                         |
| 22. Januar 2001 – 4. März 2001 6 Wochen | 6                                        | (Soundtrack)                             | Coyote Ugly                              | –                         |
| 5. März 2001 – 11. März 2001 1 Woche | 1                                        | Eminem                                   | The Marshall Mathers LP                  | –                         |
| 12. März 2001 – 6. Mai 2001 8 Wochen | 8                                        | Dido                                     | No Angel                                 | –                         |
| 7. Mai 2001 – 20. Mai 2001 2 Wochen | 2                                        | Michael Crawford                         | The Disney Album                         | –                         |
| 21. Mai 2001 – 27. Mai 2001 1 Woche | 1                                        | Tool                                     | Lateralus                                | –                         |
| 28. Mai 2001 – 12. August 2001 11 Wochen | 11                                       | (Soundtrack)                             | Moulin Rouge                             | –                         |
| 13. August 2001 – 9. September 2001 4 Wochen (insgesamt 5) | 5                                        | (Soundtrack)                             | Bridget Jones’s Diary                    | –                         |
| 10. September 2001 – 16. September 2001 1 Woche (insgesamt 6) | 6                                        | Jamiroquai                               | A Funk Odyssey                           | –                         |
| 17. September 2001 – 23. September 2001 1 Woche | 1                                        | (Soundtrack)                             | Bridget Jones’s Diary                    | –                         |
| 24. September 2001 – 7. Oktober 2001 2 Wochen | 2                                        | Live                                     | V                                        | –                         |
| 8. Oktober 2001 – 14. Oktober 2001 1 Woche | 1                                        | Garbage                                  | Beautifulgarbage                         | –                         |
| 15. Oktober 2001 – 4. November 2001 3 Wochen (insgesamt 5) | 5                                        | Kylie Minogue                            | Fever                                    | –                         |
| 5. November 2001 – 11. November 2001 1 Woche | 1                                        | Michael Jackson                          | Invincible                               | –                         |
| 12. November 2001 – 25. November 2001 2 Wochen (insgesamt 5) | 5                                        | Kylie Minogue                            | Fever                                    | –                         |
| 26. November 2001 – 9. Dezember 2001 2 Wochen | 2                                        | Bob the Builder                          | The Album                                | –                         |
| 10. Dezember 2001 – 13. Februar 2002 9 Wochen | 9                                        | The 12th Man                             | The Final Dig?                           | –                         |

## Jahreshitparaden
| ← 2000 ← | Liste der Nummer-eins-Hits in Australien | Liste der Nummer-eins-Hits in Australien                      | Liste der Nummer-eins-Hits in Australien | 2002 →   |
| \| Singles \| Position# \| Alben \| \| --------------------------------------------------------------------------------------------------------------------------------------------------------------------------------------------------------------------------------------------------------------------------- \| --------- \| ------------------------------------------------------------- \| \| Can’t Fight the Moonlight LeAnn Rimes Diane Eve Warren \| 1 \| Moulin Rouge (Soundtrack) \| \| It Wasn’t Me Shaggy feat. Ricardo 'RikRok' Ducent Orville Burrell, Rickardo George Ducent, Shaun Pizzonia, Brian Derek Thompson; Musik zusätzlich: Dee Allen, Harold Ray Brown I, Bebee Dickerson, Le Roy Lonnie Jordan, Charles William Miller, Lee Oskar, Howard E. Scott \| 2 \| No Angel Dido \| \| Can’t Get You Out of My Head Kylie Minogue Cathy Dennis, Robert Berkeley Davis \| 3 \| Human Clay Creed \| \| Angel Shaggy feat. Rayvon Steven Haworth Miller, Eddie Curtis, Ahmet Ertegun, Chip Taylor \| 4 \| Born to Do It Craig David \| \| Hanging by a Moment Lifehouse Jason Wade \| 5 \| Fever Kylie Minogue \| \| Stan Eminem feat. Dido Dido Armstrong, Paul Philip Herman, Marshall Mathers \| 6 \| Hot Shot Shaggy \| \| I’m Like a Bird Nelly Furtado Nelly Kim Furtado \| 7 \| Odyssey Number Five Powderfinger \| \| Smooth Criminal Alien Ant Farm Michael Joe Jackson \| 8 \| Coyote Ugly (Soundtrack) \| \| Can We Fix It? Bob the Builder Paul Kevin Joyce \| 9 \| Chocolate Starfish and the Hot Dog Flavored Water Limp Bizkit \| \| Whole Again Atomic Kitten George Andrew McCluskey, Stuart Kershaw, Bill Padley, Jeremy Peter Godfrey \| 10 \| All That You Can’t Leave Behind U2 \| |                                          |                                                               |                                          |          |
| ← 2000 |                                          |                                                               |                                          | → 2002 → |
| Singles | Position#                                | Alben                                                         |                                          |          |
| Can’t Fight the Moonlight LeAnn Rimes Diane Eve Warren | 1                                        | Moulin Rouge (Soundtrack)                                     |                                          |          |
| It Wasn’t Me Shaggy feat. Ricardo 'RikRok' Ducent Orville Burrell, Rickardo George Ducent, Shaun Pizzonia, Brian Derek Thompson; Musik zusätzlich: Dee Allen, Harold Ray Brown I, Bebee Dickerson, Le Roy Lonnie Jordan, Charles William Miller, Lee Oskar, Howard E. Scott | 2                                        | No Angel Dido                                                 |                                          |          |
| Can’t Get You Out of My Head Kylie Minogue Cathy Dennis, Robert Berkeley Davis | 3                                        | Human Clay Creed                                              |                                          |          |
| Angel Shaggy feat. Rayvon Steven Haworth Miller, Eddie Curtis, Ahmet Ertegun, Chip Taylor | 4                                        | Born to Do It Craig David                                     |                                          |          |
| Hanging by a Moment Lifehouse Jason Wade | 5                                        | Fever Kylie Minogue                                           |                                          |          |
| Stan Eminem feat. Dido Dido Armstrong, Paul Philip Herman, Marshall Mathers | 6                                        | Hot Shot Shaggy                                               |                                          |          |
| I’m Like a Bird Nelly Furtado Nelly Kim Furtado | 7                                        | Odyssey Number Five Powderfinger                              |                                          |          |
| Smooth Criminal Alien Ant Farm Michael Joe Jackson | 8                                        | Coyote Ugly (Soundtrack)                                      |                                          |          |
| Can We Fix It? Bob the Builder Paul Kevin Joyce | 9                                        | Chocolate Starfish and the Hot Dog Flavored Water Limp Bizkit |                                          |          |
| Whole Again Atomic Kitten George Andrew McCluskey, Stuart Kershaw, Bill Padley, Jeremy Peter Godfrey | 10                                       | All That You Can’t Leave Behind U2                            |                                          |          |